# Pinus occidentalis
Pinus occidentalis (Сосна західна, інші назви: Сосна еспаньйольська, або Сосна західна індійська) — вид роду Сосна родини Соснових.

## Опис
Це середнє за розміром дерево, що росте до 20—30 м у висоту з відкритою короною. Листя (голки) темно—зелені, голчасті, зібрані в пучках по 3, (—4,—5), 11—20 см завдовжки і 0,9—1,3 мм в ширину. Шишки 5—8 см завдовжки, блискучо—коричневі, вони дозрівають приблизно за 18 місяців і відкриваються щоб звільнити насіння, яке 4—5 мм в ширину з 15 мм крилами.
Тісно пов'язана з кубинською Сосною (P. cubensis), родом зі східної частини Куби, розглядається як синонім у деяких ботаніків.

## Поширення
Сосна є ендеміком острова Гаїті (стара назва — Еспаньйола), де вона є панівним видом у сосновому лісі в Гаїті та Домініканській Республіці. Pinus occidentalis знайдена в мішаних лісах на висоті від 850 метрів до 2100, та навіть вище до 3087 м в саміті Піко Дуарте, найвища точка на острові. Вони іноді зустрічаються в низинних вологих лісах, екорегіонах, в районах, де переважають латерні ґрунти.